# Ludwik Mortęski (kasztelan gdański)

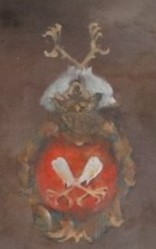
Herb Orle Nogi

Ludwik Mortęski herbu Orle Nogi (Orlik) (zm. 1539), kasztelan gdański i elbląski, członek Rady Prus Królewskich.
Syn Ludwika, wojewody chełmińskiego, dziad Ludwika, wojewody pomorskiego. Córka Ludwika wyszła za mąż za Jana Bażyńskiego, podkomorzego malborskiego.
Pełnił urząd kasztelana gdańskiego (1511-1516), następnie kasztelana elbląskiego od 1516. Otrzymał w 1521 dobra lenne miasto Pokrzywno.